# Owyhee County
Das Owyhee County ist auf die Fläche bezogen das zweitgrößte County im Bundesstaat Idaho der Vereinigten Staaten. Der Verwaltungssitz (County Seat) ist Murphy.

## Geographie
Das County liegt im äußersten Südwesten von Idaho, grenzt im Westen an Oregon, im Süden an Nevada und hat eine Fläche von 19.934 Quadratkilometern, wovon 48 Quadratkilometer Wasserfläche sind. Es grenzt im Uhrzeigersinn an folgende Countys: Canyon County, Ada County, Elmore County und Twin Falls County. Das County liegt fast vollständig auf dem Owyhee-Plateau, im Nordwesten liegen die Owyhee Mountains. Die Nordostgrenze bildet der Snake River, die Uferregion gehört zur Ebene der Snake River Plain.

## Geschichte
Owyhee County wurde am 31. Dezember 1863 als Original-County gebildet. Benannt wurde es nach dem Owyhee River. 1863 bis 1867 war Ruby City die erste Bezirkshauptstadt. Danach war Silver City bis 1934 Sitz der Verwaltung, bevor es Murphy wurde.
13 Bauwerke und Stätten des Countys sind im National Register of Historic Places eingetragen.

## Demografische Daten

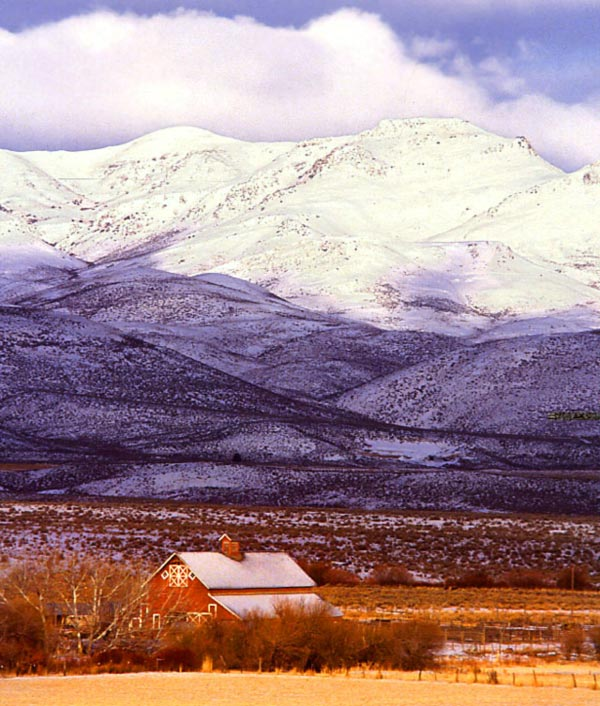
Die Owyhee Mountains

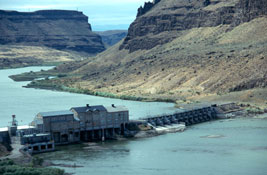
Der Swan Falls Dam, gelistet im NRHP

Nach der Volkszählung im Jahr 2000 lebten im Owyhee County 10.644 Menschen in 3.710 Haushalten und 2.756 Familien. Die Bevölkerungsdichte betrug 1 Person / km². Ethnisch betrachtet setzte sich die Bevölkerung zusammen aus 76,87 Prozent Weißen, 0,15 Prozent Afroamerikanern, 3,21 Prozent amerikanischen Ureinwohnern, 0,47 Prozent Asiaten, 0,08 Prozent Bewohnern aus dem pazifischen Inselraum und 16,50 Prozent aus anderen ethnischen Gruppen; 2,72 Prozent stammten von zwei oder mehr Ethnien ab. 23,1 Prozent der Bevölkerung waren spanischer oder lateinamerikanischer Abstammung.
Von den 3.710 Haushalten hatten 37,8 Prozent Kinder unter 18 Jahren, die bei ihnen lebten. 61,2 Prozent davon waren verheiratete, zusammenlebende Paare. 8,7 Prozent waren allein erziehende Mütter und 25,7 Prozent waren keine Familien. 21,8 Prozent waren Singlehaushalte und in 9,5 Prozent lebten Menschen mit 65 Jahren oder älter. Die Durchschnittshaushaltsgröße betrug 2,85 und die durchschnittliche Familiengröße war 3,35 Personen.
31,9 Prozent der Bevölkerung waren unter 18 Jahre alt, 8,5 Prozent zwischen 18 und 24 Jahre, 26,5 Prozent zwischen 25 und 44 Jahre, 20,9 Prozent zwischen 45 und 64 Jahre. 12,1 Prozent waren 65 Jahre oder älter. Das Durchschnittsalter betrug 33 Jahre. Auf 100 weibliche Personen kamen 109,0 männliche Personen. Auf 100 Frauen im Alter von 18 Jahren und darüber kamen 107,6 Männer.
Das jährliche Durchschnittseinkommen der Haushalte betrug 28.339 US-Dollar, das Durchschnittseinkommen der Familien 32.856 USD. Männer hatten ein Durchschnittseinkommen von 25.146 USD, Frauen 20.718 USD. Das Pro-Kopf-Einkommen betrug 13.405 USD. 14,2 Prozent der Familien und 16,9 Prozent der Einwohner lebten unterhalb der Armutsgrenze.

## Orte im County
- Bruneau
- Claytonia
- Dickshooter
- Grand View
- Homedale
- Marsing
- Murphy
- Murphy Hot Springs
- Oreana
- Reynolds
- Riddle